# Модели 90-60-90
«Модели 90-60-90» (исп. 90-60-90 Modelos) ― аргентинский телесериал 1996 года производства Telearte. Он вышел в эфир 8 января 1996 года на Canal 9 в Аргентине.

## Сюжет
Сюжет сериала разворачивается в модельном агентстве Буэнос-Айреса, которым управляют Кука Далтон и Табо Эррера. Среди десятков молодых девушек, пытающихся пробиться в мир моды, в агентство приходит и молодая Люсия, которая не подозревает, что Кука является ее родной матерью.

## В главных ролях
- Сильвия Кутика ― Кука Далтон
- Наталья Орейро ― Люсия
- Освальдо Лапорт ― Мартин
- Корай Абалос ― Федерико
- Сегундо Сернадас ― доктор Фабрицио
- Флоренсия Ортис ― Аугустина
- Николас Паульс ― Дамиан
- Пабло Седрон ― Диего
- Вики Фаринья ― Эмануэлль
- Иван Гонсалес ― Габриэль Далтон

## Производство
Последний эпизод включал парад, снятый в отеле Sheraton. Он вышел в эфир 4 июля 1997 года.